# Kiffa
För andra betydelser, se Kiffa (olika betydelser).
Kiffa är en stad i regionen Assaba i södra Mauretanien. Staden hade 50 206 invånare (2013). Den är huvudort i regionen Assaba.